# Macrofauna
De macrofauna is een verzamelnaam voor ongewervelde dieren die met het 'blote' oog te zien zijn, de zogenaamde macro-invertebraten. Macros komt van het Griekse woord "makros" dat "groot" betekent. In de hydrobiologie heeft de term gewoonlijk betrekking op kleinere, zonder loep of microscoop zichtbare dieren die in het water leven.

## Beschrijving
Soms wordt de macrofauna gedefinieerd als alle ongewervelde dieren die achterblijven op een zeef met openingen van 0,5 mm × 0,5 mm. De macrofauna wordt gevormd door kevers, slakken, platwormen, bloedzuigers, larven van libellen en andere ongewervelde dieren die groter zijn dan een halve millimeter. Voorbeelden (in het zoete water) zijn waterpissebedden en aasgarnaaltjes.
Deze dieren leven meestal op de bodem van het water, vaak min of meer verborgen tussen stenen, waterplanten, takken of wortels. Macrofauna die verborgen in de modder of het slib leeft behoort tot de benthos. In dat geval spreekt men van macrobenthos. Een voorbeeld daarvan zijn de larven van dansmuggen ('bloedwormen'). Macrofauna vormt het belangrijkste voedsel voor vissen. De definitie geldt ook voor organismen van dit formaat in zeewater. In zee ontbreken insecten, maar daar leven wel allerlei soorten kreeftachtigen, wormen, stekelhuidigen en weekdieren.

## Relatie met waterkwaliteit
Het voorkomen van verschillende soorten macro-invertebraten hangt in belangrijke mate af van de waterkwaliteit. Sommige soorten komen enkel voor in water van een zeer goede kwaliteit, anderen komen vooral voor in vervuild water. De samenstelling van soorten en aantallen macro-invertebraten in het water geeft daardoor een idee van de waterkwaliteit. Dit wordt gebruikt in waterkwaliteitsindexen, die op basis van de in het water aanwezige macro-invertebraten een oordeel over de waterkwaliteit geven.